# Фриц VI фон дер Шуленбург

Фриц VI фон дер Шуленбург (на немски: Fritz VI Graf von der Schulenburg; † сл. 1549/сл. 1562) е граф от „Бялата линия“ на благородническия род „фон дер Шуленбург“.
Той е син на граф Фриц IV фон дер Шуленбург († пр. 1510) и втората му съпруга Анна? фон дем Берге. Внук е на рицар Бусо I фон дер Шуленбург († 1475/1477) и правнук на рицар Фриц I фон дер Шуленбург († сл. 1415).
През 14 век синовете на Вернер II фон дер Шуленбург († сл. 1304) разделят фамилията в Алтмарк на две линии, рицар Дитрих II (1304 – 1340) основава „Черната линия“, по-малкият му брат рицар Бернхард I († сл. 1340) „Бялата линия“. Днес родът е от 22. генерация.
По-малък полубрат е на графовете Гюнтер фон дер Шуленбург († 1508/1509), Албрехт III фон дер Шуленбург († 1540), Антон I фон дер Шуленбург († сл. 1515/сл. 1516) и Каспар I (Яспер) фон дер Шуленбург († 1524/1527). Сестра му Кунигунда фон дер Шуленбург († 1539) е омъжена за Херман фон Котце.

## Фамилия
Фриц VI фон дер Шуленбург се жени за Доротея фон Малтцан. Те имат пет деца:
- Ведиге I фон дер Шуленбург († ок. 1555 – 1584), женен за Маргарета фон Бодендорф (1543 – 1605); имат 11 деца
- Каспар фон дер Шуленбург († 1547)
- Йоахим IV фон дер Шуленбург († ок. 1545/1599/1602), женен за Маргарета фон дер Шуленбург († сл. 11 септември 1571), дъщеря на Ханс VI фон дер Шуленбург (1506 – 1561) и Луция фон Хаймбург; имат седем деца
- Анна фон дер Шуленбург († 1573), омъжена за Йоахим фон Бюлов († 1587), син на Беренд фон Бюлов и фон Бюнау
- Доротея фон дер Шуленбург

Фриц VI фон дер Шуленбург се жени втори път пр. 1483 г. за Емеренция фон дер Асебург, дъщеря на Хайнрих фон дер Асебург († ок. 1522) и фон Велтхайм. Бракът е бездетен.